# Agustín de Alencastre y de Sande
Agustín de Alencastre y de Sande, duc d'Abrantes (Lisboa, 1639 - segle xviii) fou un noble i militar portuguès
Nascut el 1639 a Lisboa quan el Regne de Portugal pertanyia a Felip IV de Castella, es va casar amb Juana de Noroña amb qui va tenir fills, Fernando de Alencastre Noroña y Silva, virrei de Sardenya i Mèxic, Juan de la Cruz, que va ser bisbe de Conca, Agustina, priora del convent de l'Encarnació de Madrid, i Josefa, que es va casar amb Bernardino de Carvajal, comte de la Enrajada. En segones núpcies es va casar amb Mariana de Silva i Castro, marquesa de Govea.